# Centrum (gruppteori)
Centrum, Z(G), även betecknat ZG, för en grupp G definieras som {\displaystyle \mathrm {Z} (G)=\{z\in G\mid \ gz=zg\ \ \forall g\in G\}.}
Z(G) är abelsk och en normal delgrupp i G. Om Z(G) = {e} säges G ha ett trivialt centrum och om G är abelsk, så är Z(G) = G. Kvotgruppen G/Z(G) är isomorf med gruppen av inre automorfier, Inn(G), på G.
Om G är en grupp, sådan att |G| = pn, där p är ett primtal och n ≥ 1, så är Z(G) ≠ {e}.
För exempelvis den dihedrala gruppen D4, med |D4| = 23 och som kan åskådliggöras med de åtta avbildningarna av en kvadrat på sig själv, är Z(D4) = {I,ψ2}, där I = e är identitetsavbildningen och ψ2 är vridning ett halvt varv. D4 kallas även den oktala gruppen och är en delgrupp till S4.
Kvotgruppen D4/Z(D4) är isomorf med Kleins fyrgrupp.